# Hans E. Suess
Hans Eduard Suess (* 16. Dezember 1909 in Wien; † 20. September 1993 in San Diego, Vereinigte Staaten) war ein österreichischer physikalischer Chemiker und Kernphysiker.

## Leben
Hans Eduard Suess’ Vater war der Geologe Franz Eduard Suess, sein Großvater der Geologe Eduard Suess. Hans Suess promovierte 1935 an der Universität Wien. Im Jahr 1938 ging er an die Universität Hamburg, wo er sich im Jahr 1940 für physikalische Chemie habilitierte. Über seine Beschäftigung mit chemischen Gleichgewichtsreaktionen wurde er im Zweiten Weltkrieg Teilnehmer im deutschen Uranprojekt und Berater bei der Abtrennung von Schwerwasser im Wasserkraftwerk der Norsk Hydro in Vemork, Norwegen. Nach dem Krieg war er in Hamburg an der Entwicklung des Kernschalenmodells beteiligt mit Otto Haxel und J. Hans D. Jensen.
1950 emigrierte Suess in die USA und war, nach Stationen an der University of Chicago bei Harold Urey (1950–1951), dem United States Geological Survey (1951–1955) und der Scripps Institution of Oceanography (1955–1958) war er Professor für Geochemie an der University of California in La Jolla (bis 1977).
Gemeinsam mit Roger Revelle wies er 1957 erstmals nach, dass der Anteil des 14C im Kohlenstoffdioxid der Atmosphäre sinkt. Damit war erwiesen, dass ein Teil des Kohlendioxids aus der menschlichen Nutzung fossiler Brennstoffe in der Atmosphäre angereichert wird und die Ozeane nicht alles aufnehmen können. Dieser Effekt wurde als Suess-Effekt bekannt.
Mit Untersuchungen des 14C-Gehalts von Meteoriten leistete Suess Beiträge zur Kosmochemie.
Suess entwickelte die von Hessel de Vries angestoßene Kalibrierung zur Altersbestimmung aus dem 14C/12C-Verhältnis von organischem Material (→ Radiokarbondatierung) zu einer 8000 Jahre zurückreichenden Kalibrierungskurve weiter. In der Kurve fand Suess eine Reihe von Störungen, darunter ein mehrfaches clusterartiges Auftreten von jeweils drei Störungen, die einige hundert Jahre auseinander lagen. Dieses scheinbar periodische Auftreten führte zu der Hypothese eines Zyklus der Sonnenaktivität von etwa 210 Jahren, der auch De Vries- oder Suess-Zyklus genannt wird.
1966 wurde er in die National Academy of Sciences, 1972 in die American Academy of Arts and Sciences gewählt.
Hans Eduard Suess erhielt 1974 den V. M. Goldschmidt Award.
Ironischerweise ist das Mineral Suessit (ein Fe-Ni-Silicid aus Enstatitchondriten) nach ihm benannt und nicht nach seinen berühmten Geologen-Vorfahren.

## Veröffentlichungen (Auszug)

### Fachaufsätze
- Otto Haxel, Johannes Hans Daniel Jensen, Hans Suess: Zur Interpretation der ausgezeichneten Nukleonenzahlen im Bau der Atomkerns. In: Naturwissenschaften. Band 35, 1949.
- Otto Haxel, Johannes Hans Daniel Jensen, Hans Suess: On the „Magic Numbers“ in Nuclear Structure. In: Physical Review. Band 75, Heft 11, 1949, S. 1766.
- Otto Haxel, Johannes Hans Daniel Jensen, Hans Suess: Modellmäßige Deutung der ausgezeichneten Nukleonenzahlen im Kernbau. In: Naturwissenschaften., Band 36, 1949.
- Otto Haxel, Johannes Hans Daniel Jensen, Hans Suess: Modellmäßige Deutung der ausgezeichneten Nukleonenzahlen im Kernbau. In: Zeitschrift für Physik. Band 128, 1950, S. 295–311.
- mit Otto Haxel, Johannes Hans Daniel Jensen: Das Schalenmodell des Atomkerns. In: Ergebnisse der exakten Naturwissenschaften. Band 26, 1952, S. 244–290.
- Hans Suess, Harold C. Urey: Abundances of the Elements. In: Reviews of Modern Physics. Band 28, Heft 1, 1956, S. 53–74.
- Roger Revelle, Hans E. Suess: Carbon Dioxide Exchange Between Atmosphere and Ocean and the Question of an Increase of Atmospheric CO2 during the Past Decades. In: Tellus. Band 9, Heft 1, 1957, S. 18–27, doi:10.3402/tellusa.v9i1.9075 (PDF, Revelle und Suess wiesen auf den potentiellen Klimaeinfluss der steigenden CO2-Konzentrationen hin und merkten an: Thus human beings are now carrying out a large scale geophysical experiment of a kind that could not have happend in the past nor reproduced in the future.)
- Hans Suess, Heinrich Wänke: Radiocarbon content and terrestrial age of twelve stony meteorites and one iron meteorite. In: Geochimica et Cosmochimica Acta. Band 26, Heft 4, 1962, S. 475–480.
- Hans Suess: The radiocarbon record in tree rings of the last 8000 years. In: Radiocarbon. Band 22, Heft 2, 1980, 200–209, doi:10.1017/S0033822200009462 (zu den Schwankungen in der 8000 Jahre zurückreichenden Radiokarbonkurve, anhand deren Spektrum Suess u. a. eine Periode von gut 200 Jahren ausmachte).

### Monographien
- Chemistry of the Solar System: An Elementary Introduction to Cosmochemistry. John Wiley & Sons, 1987. ISBN  978-0471831075.